# کارناوال ناتینگ‌هیل
کارناوال ناتینگ‌هیل (انگلیسی: Notting Hill Carnival) یک رویداد سالانه است که از سال ۱۹۶۶ در لندن، انگلستان برگزار می‌شود. این کارناوال در خیابان‌های منطقه ناتینگ هیل در کنزینگتون، لندن در طی دو روز (دوشنبه و یکشنبه قبل از بانک هالیدی) برگزار می‌شود. ناتینگ‌هیل یکی از بزرگ‌ترین و پرزرق و برق‌ترین جشن‌های خیابانی در جهان است.
این رویداد با هدایت و مدیریت اعضای جامعه هند غربی بریتانیا برگزار می‌شود و سالانه حدود دو و نیم میلیون نفر را به خود جلب می‌کند، این جشنواره را به یکی از بزرگترین جشنواره‌های خیابانی جهان تبدیل شده و یک رویداد قابل توجه در فرهنگ سیاه‌پوستان انگلیس است. در سال ۲۰۰۶، مردم انگلیس آن را به آن به‌عنوان یکی از نمادهای انگلیس رأی دادند. کارناوال ناتینگ هیل با وجود نامش، بخشی از فصل جهانی کارناوال قبل از چله روزه نیست.
در سال ۱۹۹۷، هنرمندان هیپ‌هاپ مثل جی-زی، باستا رایمز و لیل کیم بر صحنه کارناوال ناتینگ‌هیل رفتند. بعدتر در سال ۱۹۹۹، بیانسه نیز همراه گروهش، آلبوم «نوشته روی دیوار» را در کارناوال بازخوانی کرد.

## تاریخچه
در پی حمله‌های نژادی متوالی به ساکنان با تباری از منطقه کارائیب موسوم به هند غربی (West Indies) دراوت ۱۹۵۸، در منطقه ناتینگ‌هیل در غرب لندن، یک فعال حقوق بشر ترینیدادی، به نام کلودیا جونز، تصمیم گرفت گردهمایی خاصی را برای متحد کردن جامعه ایجاد کند. رخدادی که در ماه ژانویه بعد، کارناوال کارائیبی نام گرفت، در سالن سنت‌پانکراس اجرا و در بی‌بی‌سی پخش شد.
فیونا کامپتون، مورخ و سفیر کارناوال ناتینگ‌هیل، معتقد است منشأ کارناوال‌ها، انقلاب است. تاریخ آن‌ها به قرن هفدهم برمی‌گردد وقتی که استعمارگران اروپایی بالماسکه برگزار می‌کردند و بردگان آفریقایی هم برای خودشان جشن می‌گرفتند. این جشن‌ها نوعی شورش بودند: «آن‌ها همه چیزهای بالماسکه‌ها را می‌دیدند و بعد از آن خود می‌کردند. موسیقی و لباس و همه‌چیز را آفریقایی می‌کردند و جشن می‌گرفتند. آن‌ها کسانی را که طوق بردگی بر گردنشان انداخته بودند به سخره می‌گرفتند.»
کارناوال مأموریتی معنوی دارد، جشن گرفتن آزادی. هر چه در کارناوال اتفاق می‌افتد، نماینده آزادی است که پیشتر نداشتیم. حتی ماهیتابه استیل. قوانینی وجود داشت که از پوست یا چیزهای که برای ساختن طبل لازم است، نمی‌شد استفاده کرد اما با ماهیتابه استیل هم می‌توان بداهه‌نوازی کرد. همه چیز در کارناوال، رفتاری انقلابی است.
از لحاظ هنری، این کارناوال بر موسیقی بریتانیایی تأثیر زیادی دارد، شاید به اندازه موسیقی رپ آمریکایی. این موسیقی سرشار از شجاعت و تفسیر اجتماعی و سیاسی است. وقتی گروه‌های موسیقی مختلف مهارت‌های خود را در کنار هم به نمایش می‌گذارند، در عرصه موسیقی امروز بریتانیا خود را نشان می‌دهد.
در سال ۲۰۲۰ به دلیل دنیاگیری کروناویروس این جشنواره به صورت آنلاین برگزار شد.

## نگارخانه

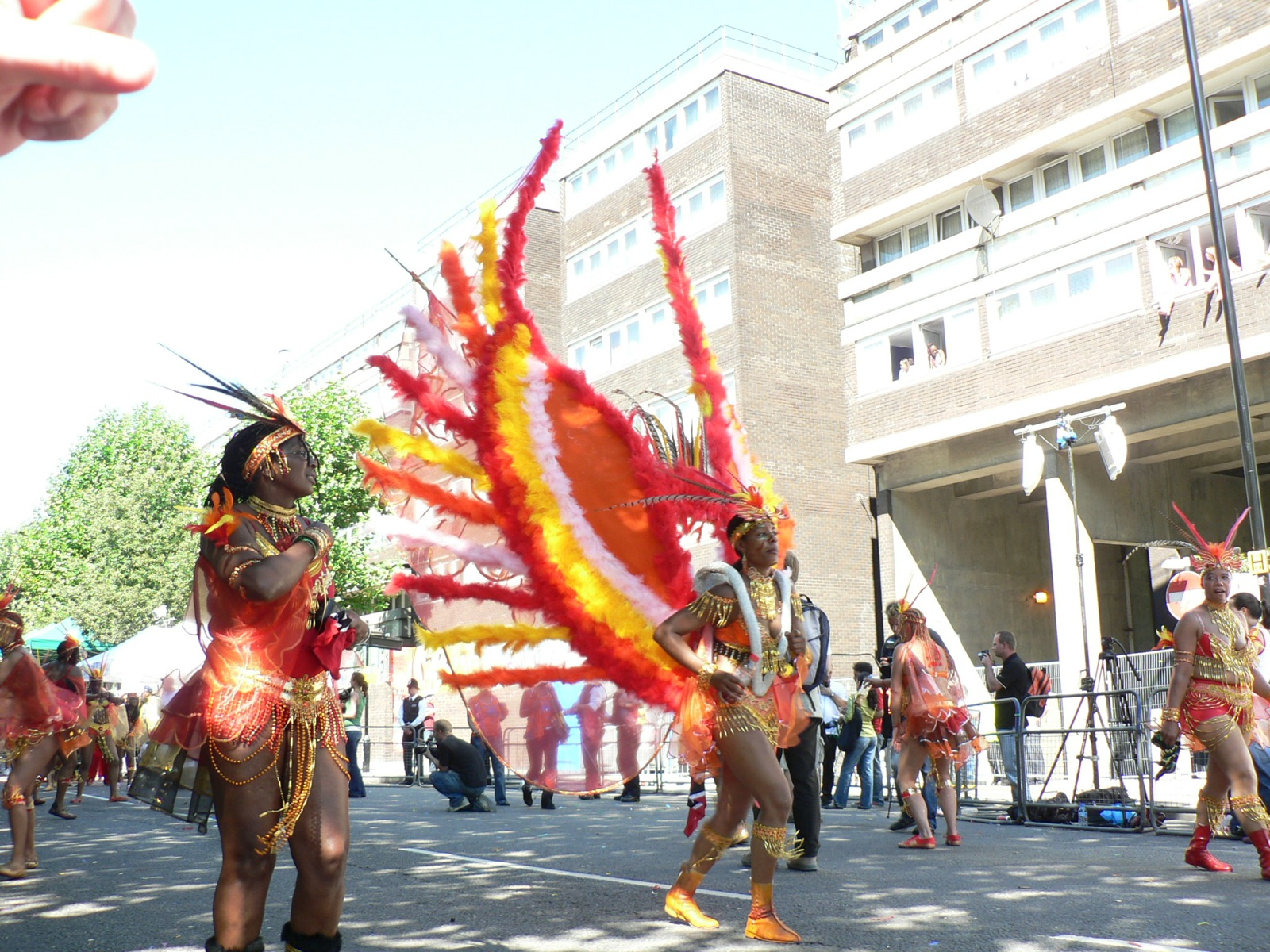
رژه، کارناوال ۲۰۰۵
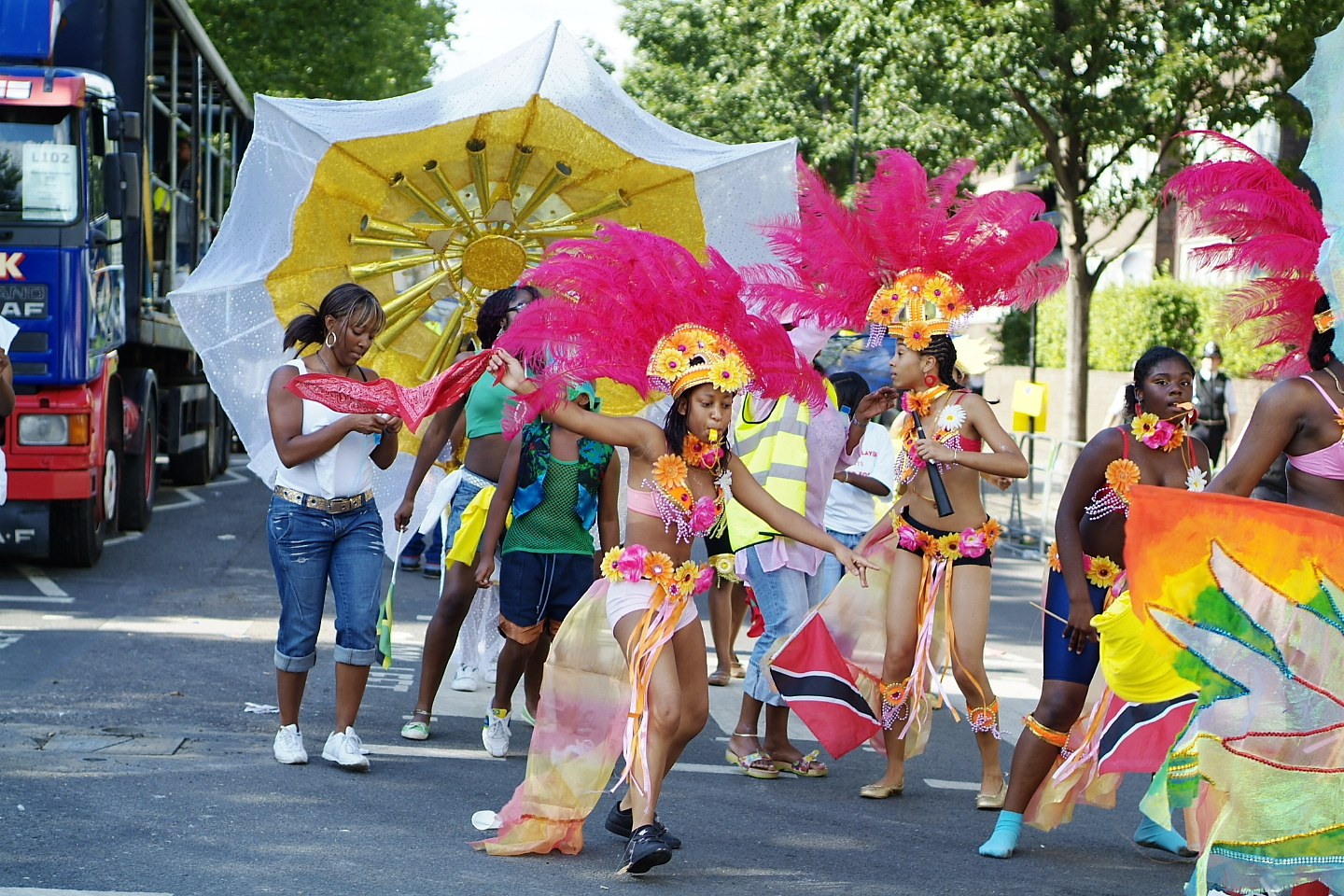
رژه، کارناوال ۲۰۰۶
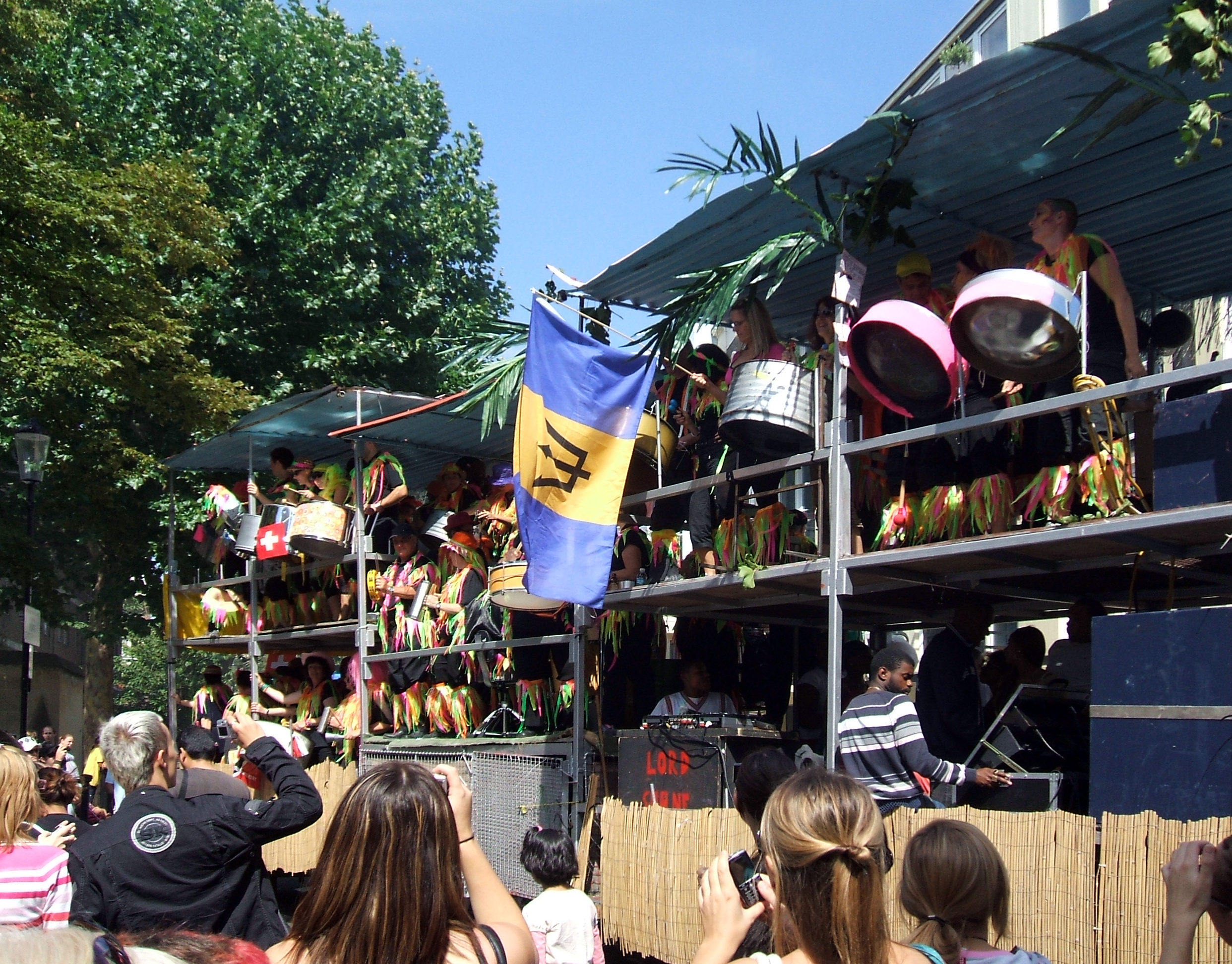
طبل تابه‌های استیل روی یک شناور ، کارناوال ۲۰۰۷
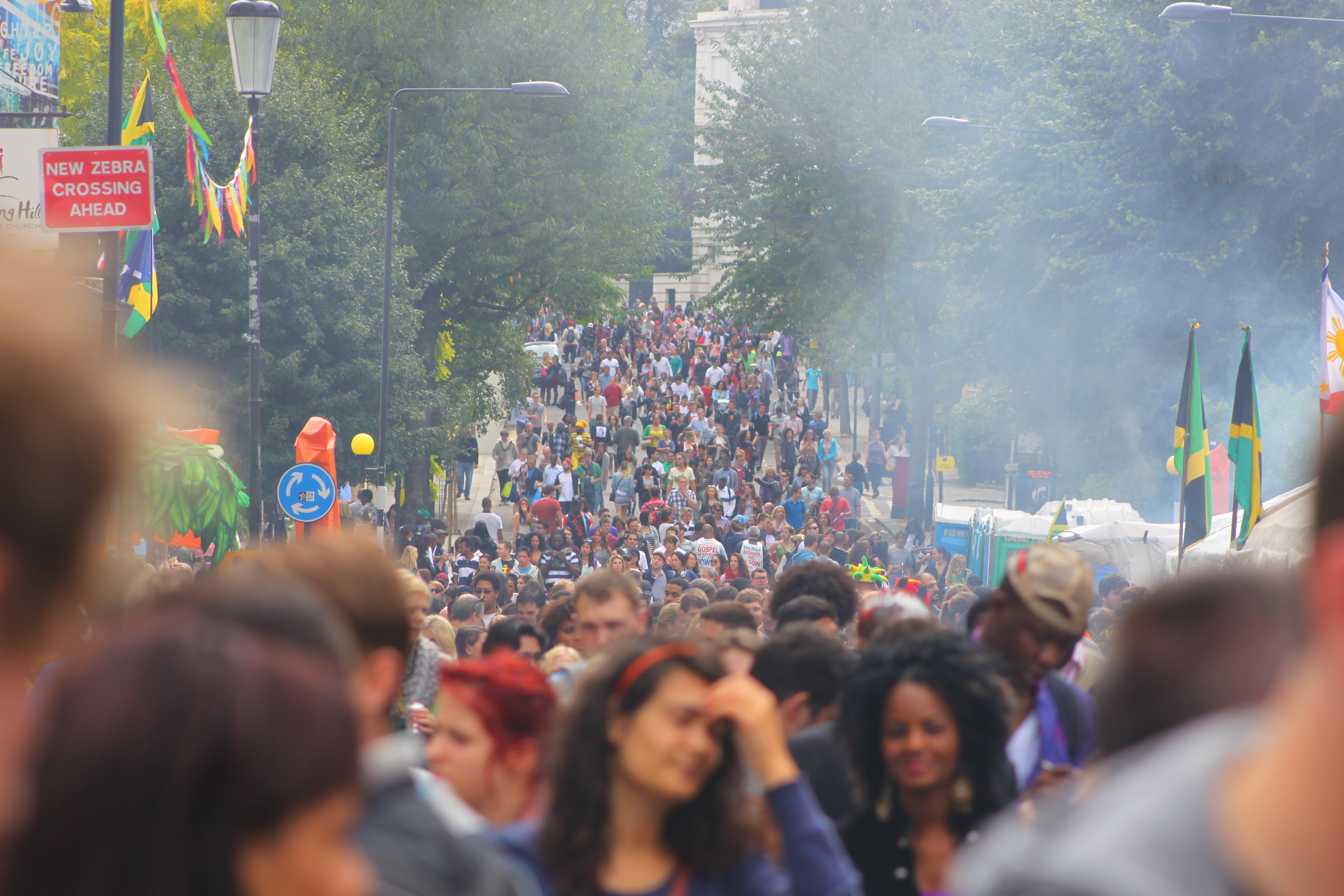
بازدید کنندگان کارناوال در درگ اصلی ، کارناوال ۲۰۱۲
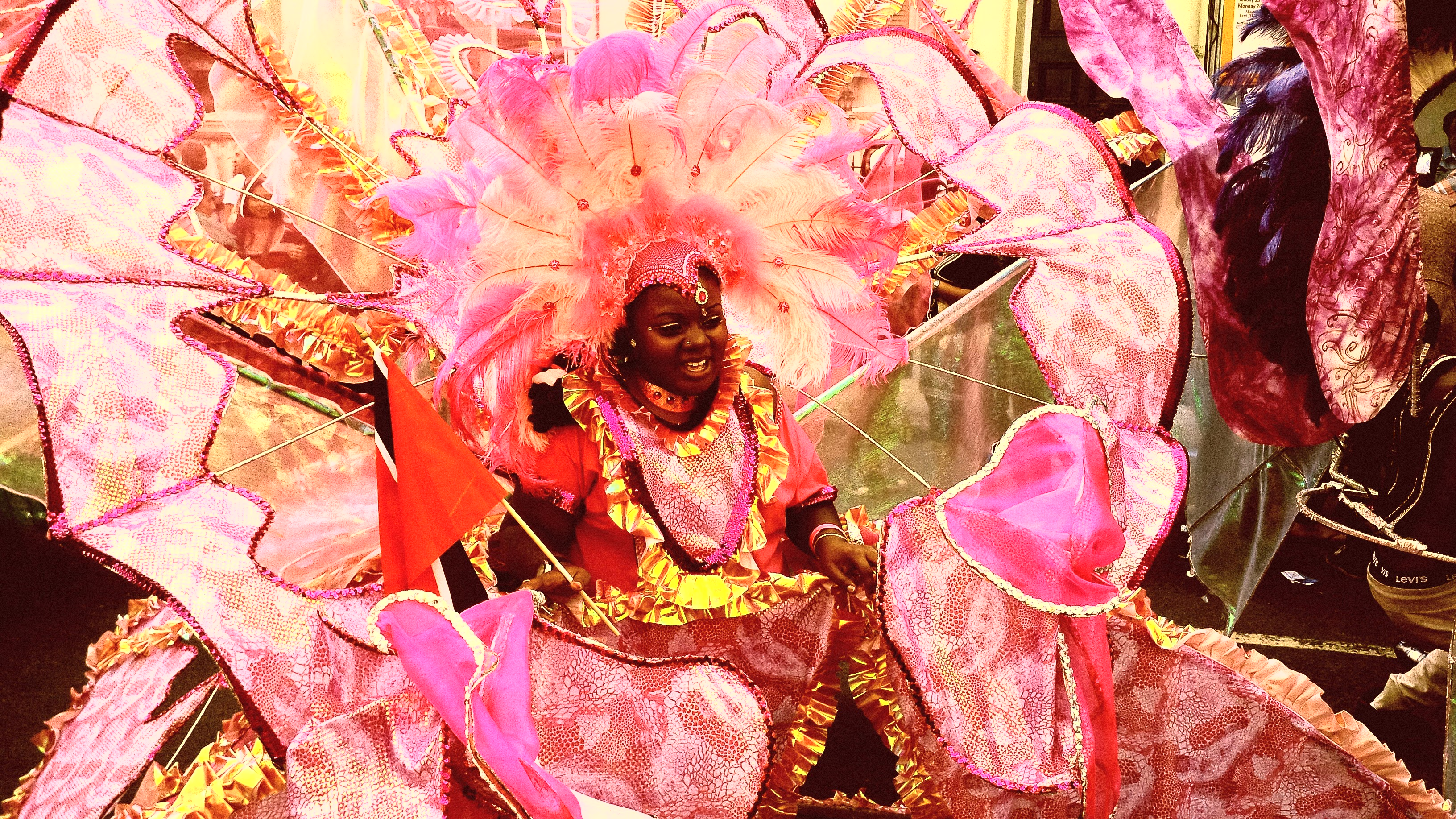
رژه، کارناوال ۲۰۱۳
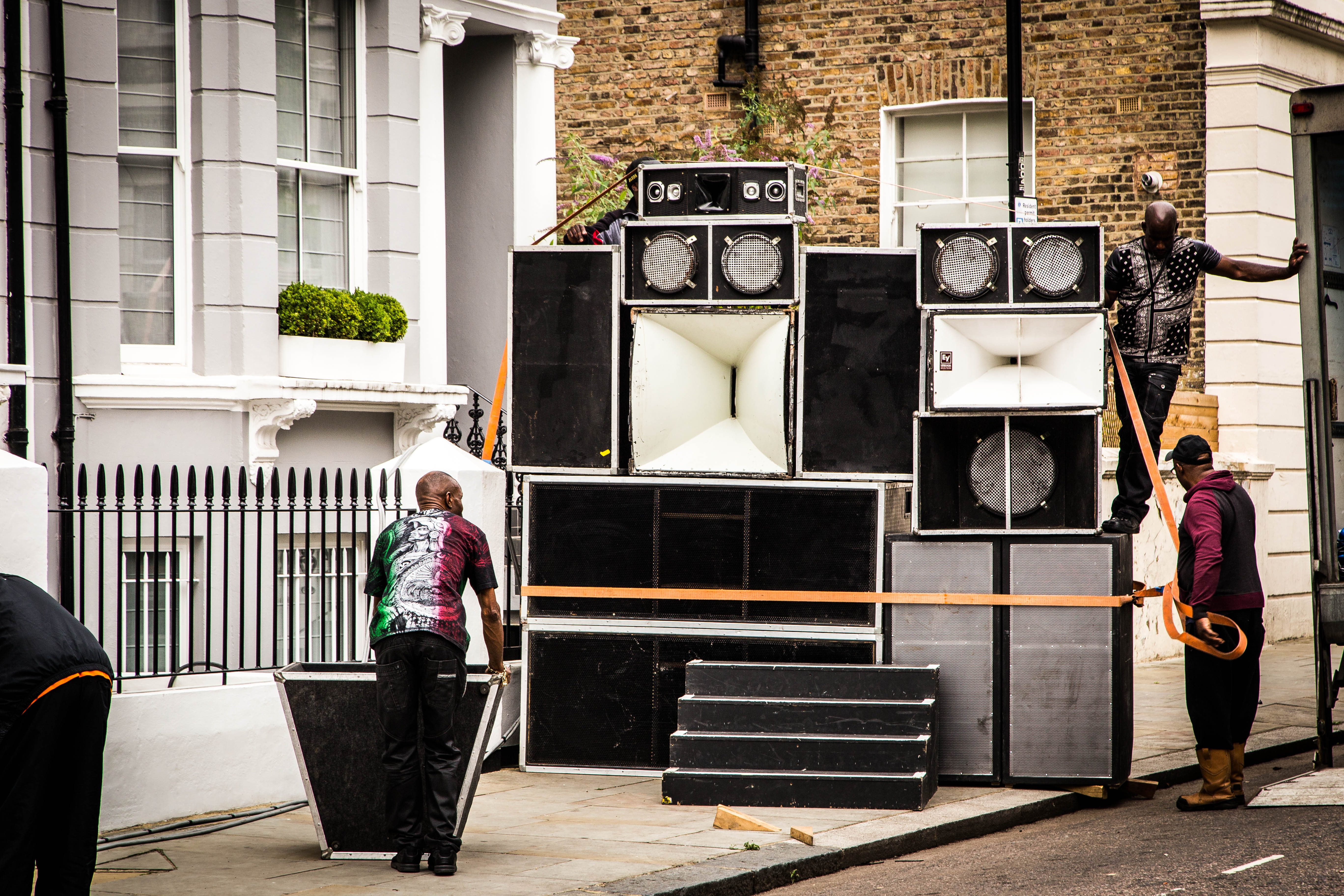
راه اندازی یک سیستم صوتی ، کارناوال ۲۰۱۴
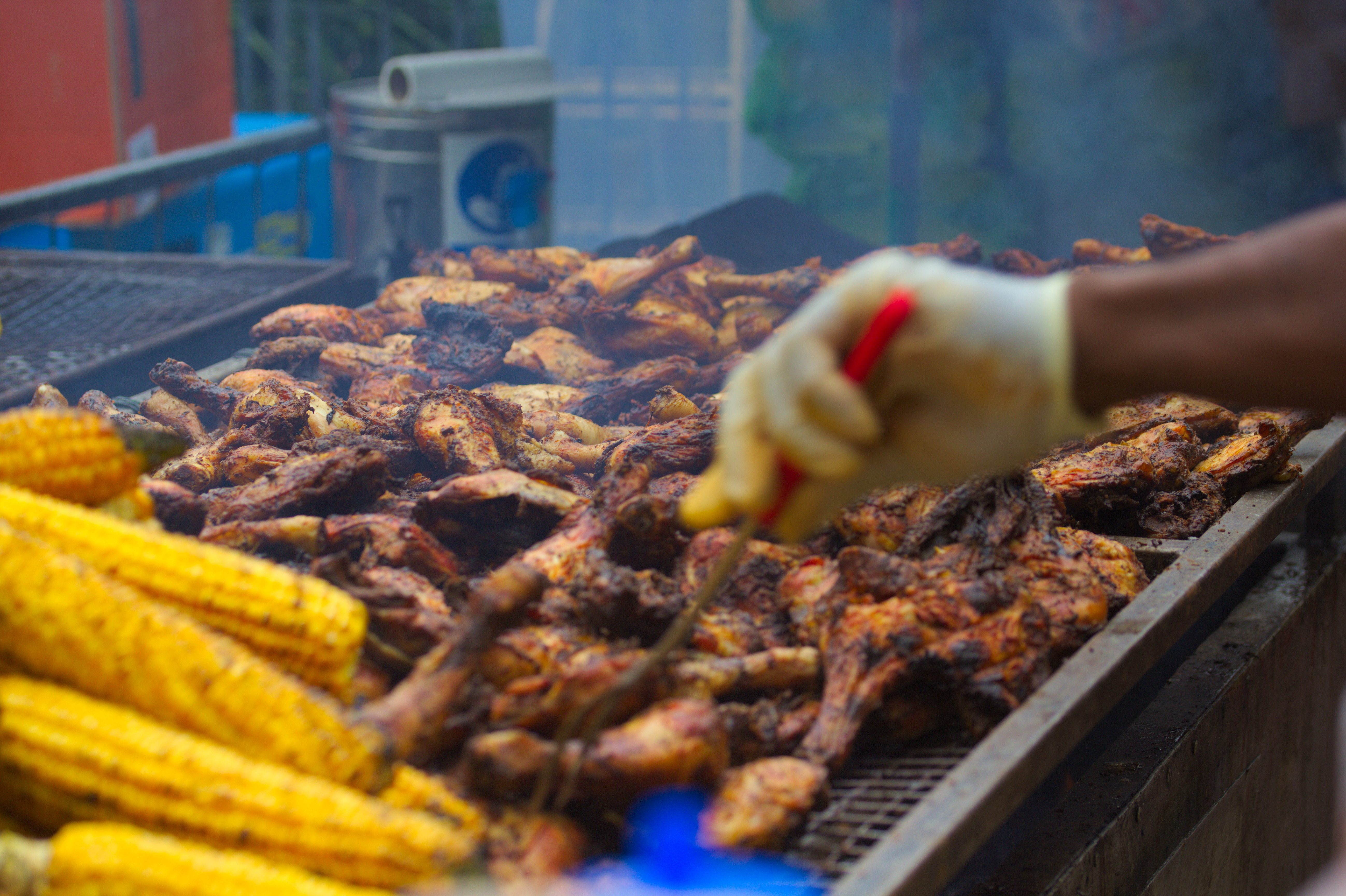
غذای خیابانی مرغ و ذرت ، کارناوال ۲۰۱۵
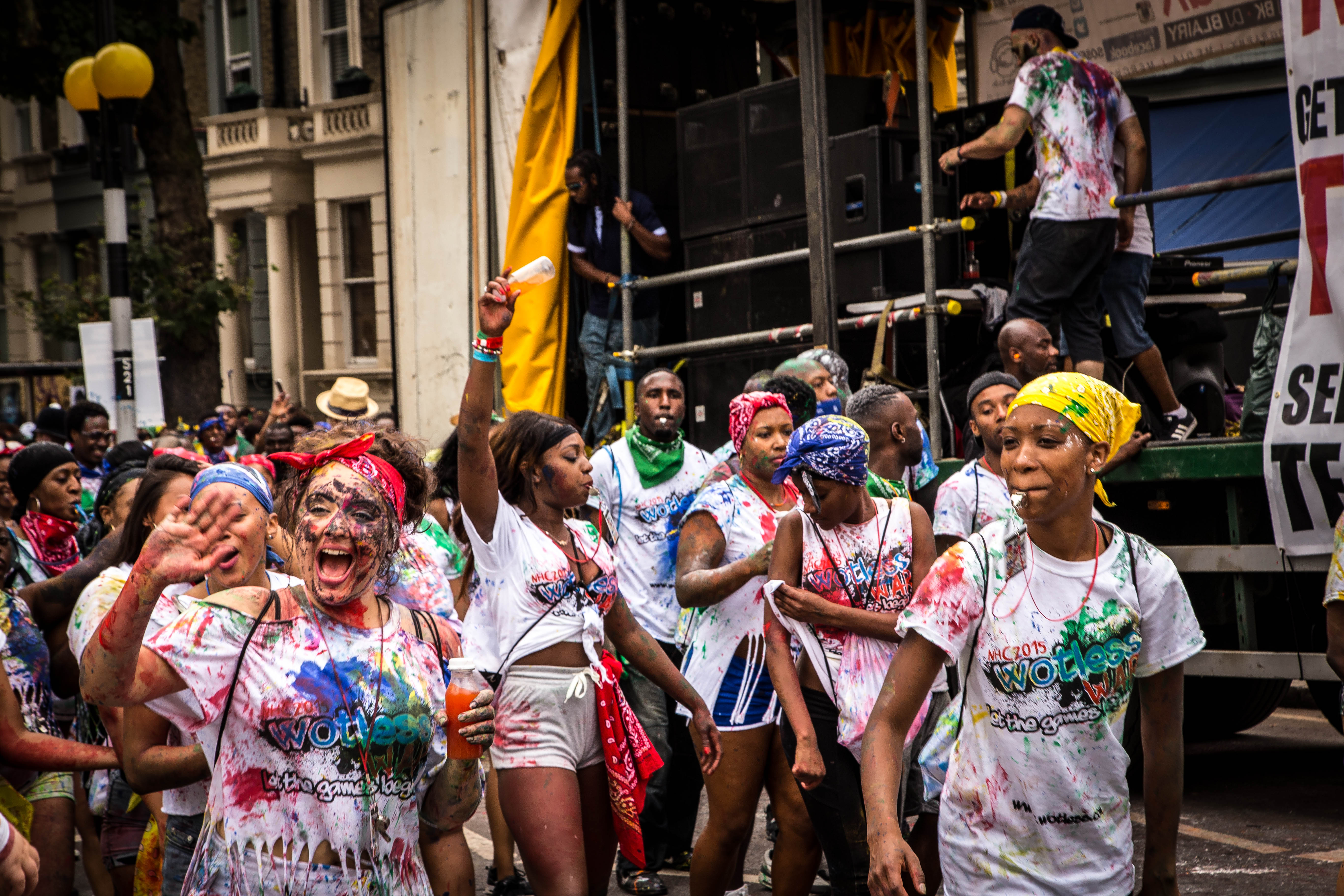
رژه با شناور ، کارناوال ۲۰۱۵
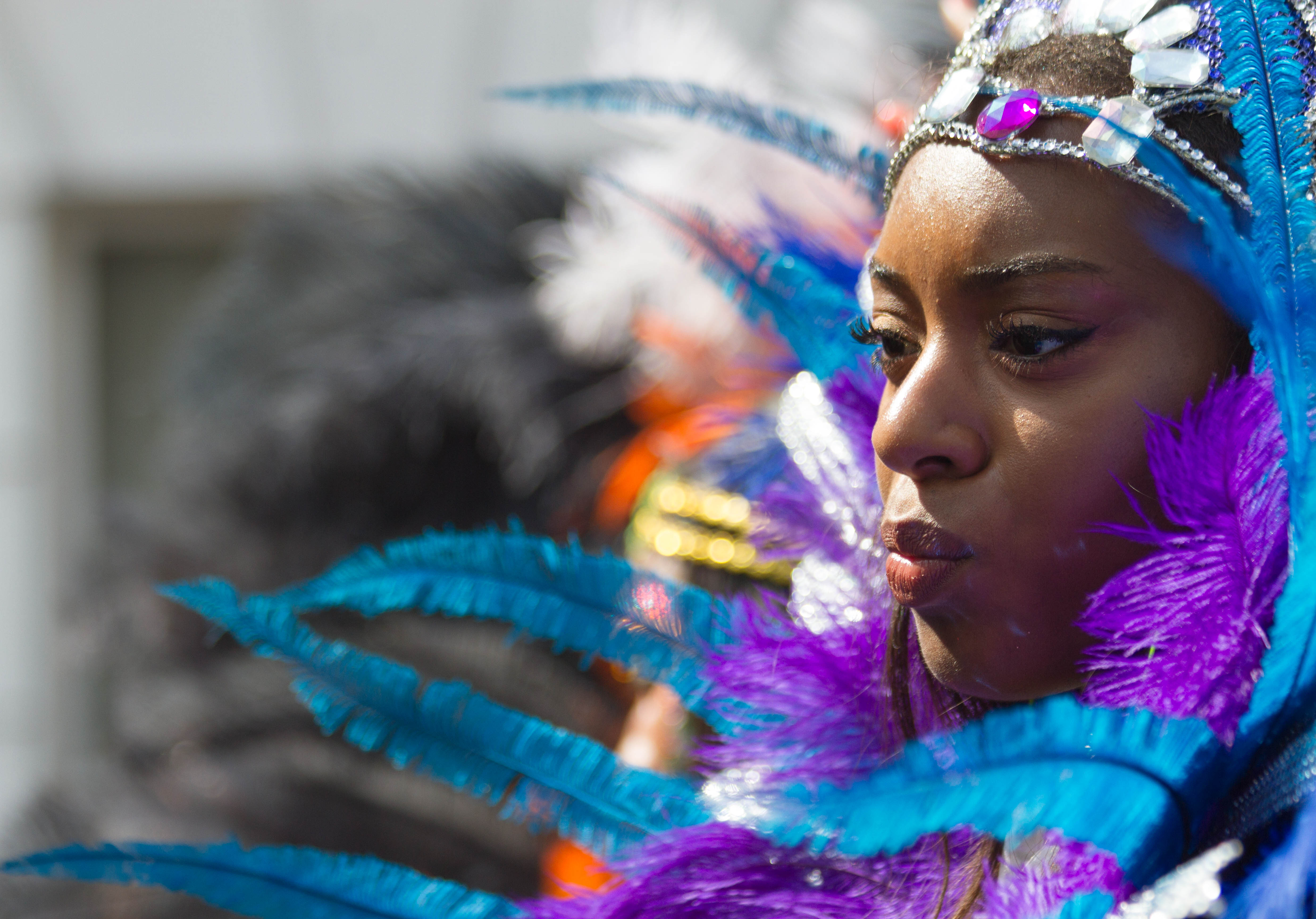
رژه، کارناوال ۲۰۱۶
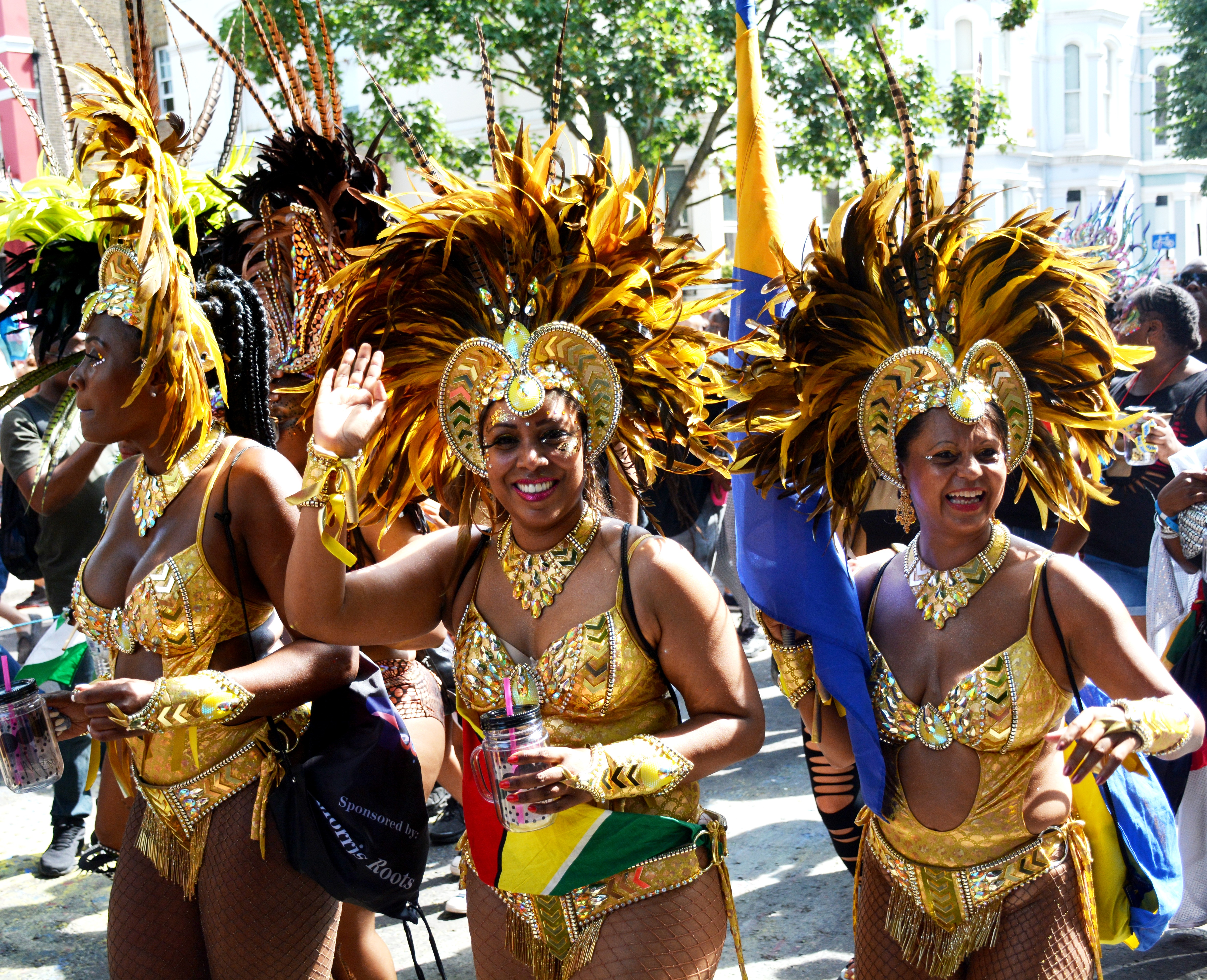
رژه، کارناوال ۲۰۱۷